# Transporte Matías Cousiño
El Matías Cousiño fue un buque de transporte a vapor de la entonces empresa chilena del carbón bituminoso, Compañía Explotadora de Lota y Coronel,  construido en 1859 y destinado a transportar carbón. Su sistema de propulsión era mixto, a vapor y vela. Pertenecía a la familia Cousiño y fue bautizado en honor del impulsor de la minería del carbón en Chile Matías Cousiño, padre de Luis Cousiño y suegro de Isidora Goyenechea.

## Datos técnicos
El Matías Cousiño, fue un vapor construido en 1859 en los astilleros de Hamtlepool, Inglaterra, era un barco con casco de hierro, de 877,2 toneladas largas, tenía aparejo original de bergantín goleta, de propulsión mixta estaba propulsado por una sola hélice y a vela.

## Guerra hispano-sudamericana
Durante la guerra hispano-sudamericana en 1865, mientras viajaba entre Lota y Lota Alto llevando carbón, fue capturado por la fragata Berenguela quedando, de este modo, integrado a la escuadra española. Los españoles le instalaron un cañón y, junto con la goleta Virgen de la Covadonga, bloqueó el puerto de Coquimbo en noviembre de 1865. El 21 de noviembre zarpó a Caldera, donde los españoles incendiaron 8 vapores y veleros capturados, escapando así a dicha medida.
Fue llevado a El Callao, donde participó en el combate del 2 de mayo de 1866. Al finalizar la guerra debía ser devuelto a sus dueños por orden del gobierno español, pero fue abandonado en la isla San Lorenzo donde pasó dos meses hasta que pudo ser recuperado por sus dueños.

## Guerra del Pacífico
Al declararse la guerra del Pacífico, en 1879, Isidora Goyenechea, viuda de Luis Cousiño, dirigía la Compañía Carbonífera de Lota que disponía, entre otros 8 navíos, del Matías Cousiño, destinado al transporte de carbón. La multimillonaria empresaria puso el transporte, considerado el mejor de la flota, a disposición de la Armada de Chile para que sirviese de apoyo en el transporte de tropas, pertrechos y carbón.
La tripulación civil del Matías Cousiño pasó entonces a servir, junto con el buque, a la Armada chilena, pero los sueldos de la tripulación continuaron siendo pagados por la Cia. Explotadora Lota y Corones, propiedad de Isidora Goyenechea. Por su andar y capacidad, este barco fue parte de la Escuadra chilena. 
El 10 de julio de 1879, estando el Matías Cousiño solo en el puerto de Iquique, fue sorprendido por el blindado Huáscar, quien buscaba al transporte-corbeta Abtao, produciéndose el denominado segundo combate naval de Iquique.
El Huáscar, al avistar al Matías Cousiño, decide capturarlo: se acerca a él y le exige rendición, pero el capitán Castleton, teniendo presentes las instrucciones de su propietaria, le contesta que no está autorizado para arriar la bandera, y emprende la huida. La nave peruana comienza entonces a disparar con cañones y fusiles, mientras la chilena maniobra tratando de evitar ser blanco del enemigo, pero no logra impedir que le afecten al menos tres impactos, uno de los cuales penetró el casco y se alojó en una de las carboneras. La cañonera Magallanes llegó a socorrer al Matías Cousiño, por lo que el buque peruano se vio obligado a girar para enfrentarlo, lo que fue aprovechado por el carbonero para escapar. Cuatro veces el comandante Miguel Grau intentó espolonear a la cañonera y las cuatro fue eludido por el comandante de la Magallanes. Al tronar de los cañones y de las bengalas disparadas por esta, acudió el blindado Cochrane. Ante esta circunstancia, el Huáscar optó por retirarse.
El 8 de octubre de 1879 se desarrolló el combate naval de Angamos, donde el Matías Cousiño tuvo una participación parcial, iniciando la persecución del monitor Huáscar y la corbeta Unión. Pero se le ordenó volver a Antofagasta, por lo que no participó en esa batalla.
Durante el resto de la guerra integró diversos convoyes trasportando tropas, además de servir como buque carbonero y correo. Al finalizar el conflicto fue devuelto a su dueña, Isidora Goyenechea.

## Remodelación y últimos años

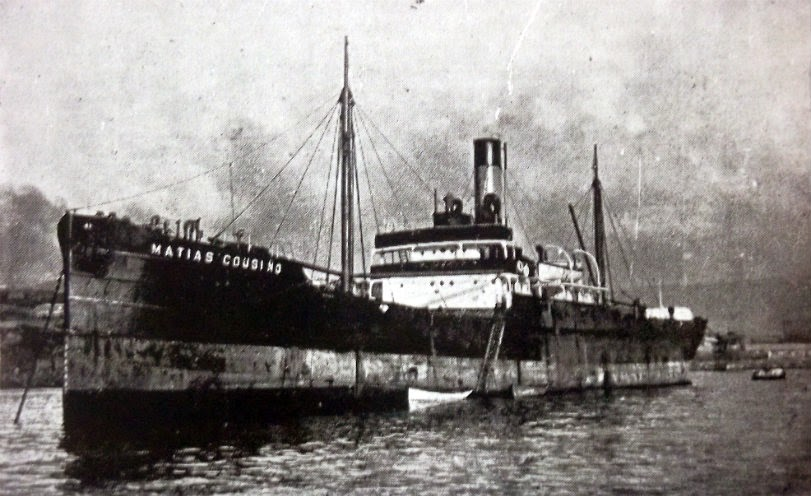
El vapor Matías Cousiño después de su modernización en 1919

En 1915 fue vendido con el nombre Valparaíso y luego rebautizado  como transporte Orompello. En 1919 fue reconstruido y modernizado en Valparaíso: se modificó todo el puente y parte de su casco, su desplazamiento se modificó a 923 toneladas gruesas y 662 toneladas de registro o arqueo y sus dimensiones quedaron así: eslora 63,85 metros, manga 12,25 metros, puntal 7,39 metros. En 1925 fue vendido nuevamente y pasó a llamarse transporte Quintero.
El 6 de diciembre de 1928 sus 69 años de bitácora llegaron a su fin, navegando hacia el norte, naufragó en tan solo 3 minutos con la pérdida de 17 hombres de mar, frente a Pisagua, al ser colisionado a 8 km de Punta Patache por el vapor América, procedente desde Tocopilla, que lo alcanzó por estribor bajo el puente de mando en medio de una camanchaca.

## Cambios de bandera
| Bandera (Uso)    | Comandante                           | Asignado                                                      | Destino                                              | Armamento |
| ---------------- | ------------------------------------ | ------------------------------------------------------------- | ---------------------------------------------------- | --------- |
| (Chile) Mercante | ¿?                                   | 1859                                                          | 1865 Capturado por España                            | Ninguno   |
| (España) Militar | ¿?                                   | 1865 Capturado a Chile                                        | 1866 Abandonado en la Isla San Lorenzo               | 1 cañón   |
| (Chile) Mercante | Augusto Castleton                    | 1866 recuperado en Isla San Lorenzo                           | 1879 Puesto a disposición de la Armada, por su dueña | ninguno   |
| (Chile) Militar  | Augusto Castleton                    | 1879 Puesto a disposición de la Armada, por su dueña          | ¿1883? Devuelto al terminar la guerra del Pacífico   | ninguno   |
| (Chile) Mercante | Augusto Castleton (por algún tiempo) | ¿1883? Devuelto a su dueña al terminar la guerra del Pacífico | Vendido varias veces, Naufragó en diciembre de 1928  | ninguno   |